# Ingemar Månsson
Ingemar Månsson, född 7 september 1929 i Ulvasjömåla i Ronneby kommun, död 5 oktober 2022 i Domkyrkodistriktet i Lund, var en svensk kyrkomusiker och dirigent. Han var dirigent för Hägerstens motettkör och Lunds vokalensemble.

## Biografi
Ingemar Månsson studerade till lärare i Kristianstad och samtidigt orgel för Gustav Carlman. Sommaren 1951 avlade han kantorsexamen i Lund med Josef Hedar som examinator. Efter två år som lärare i Blekinge, 1953–1955, följde ännu ett års studier i orgelspelning för Gustav Carlman. Sedan vidtog sju år, 1956–1963, som elev vid Kungliga Musikhögskolan i Stockholm. Bland lärarna kan nämnas Alf Linder (orgel), Arne Sunnegårdh (sång), Eric Ericson (kördirigering) och Bo Wallner (musikhistoria). Ingemar Månsson avlade högre organistexamen 1960 samt högre kantorsexamen och musiklärarexamen 1963. 
Vid sidan av musiken var Månssons hobby friidrott och han blev 2004 svensk veteranmästare i löpning i sin åldersklass på 60 m och 100 m.

## Hägerstens motettkör
Från våren 1964 till och med våren 1995 var Månsson heltidsanställd kyrkomusiker (organist och körledare) i Uppenbarelsekyrkan i Hägerstens församling, Stockholm. Där bildade han 1965 Hägerstens motettkör, med vilken han rönte stora framgångar såväl nationellt som internationellt. 

## Lunds vokalensemble
Under åren 1995–2013 ledde Månsson Lunds vokalensemble. I arbetet med Lunds vokalensemble har Månsson "befäst sin roll som en av de viktigaste kördirigenterna i vårt land".

## Priser och utmärkelser
- 1983 – Gustaf Aulén-priset
- 1987 – Norrbymedaljen
- 1992 – Ledamot nr 881 av Kungliga Musikaliska Akademien
- 1996 – Hugo Alfvénpriset
- 2005 – Medaljen för tonkonstens främjande
- 2007 – Årets körledare
- 2007 – Föreningen svenska tonsättares interpretpris
- 2007 – Lunds kommuns kulturpris
- 2008 – Lukasbrödernas konstnärsstipendium till Birger Berghs minne
- 2011 – Litteris et Artibus

## Diskografi
- 1980 – Liberté, med Hägerstens motettkör
- 1987 – Verk av Sven-David Sandström och Thomas Jennefelt, med Hägerstens motettkör
- 1992 – Poulenc, Bruckner, med Hägerstens motettkör
- 1992 – Svensk musik, med Hägerstens motettkör
- 1993 – Masses and Motets, med Hägerstens motettkör
- 1995 – Lyriskt, med Hägerstens motettkör
- 1995 – Avsked, med Hägerstens motettkör
- 1998 – …and let my crying come unto thee, med Lunds vokalensemble
- 2000 – Recordare, domine, med Lunds vokalensemble
- 2001 – Bach: Mässa h-moll, med Lunds vokalensemble
- 2002 – Friede auf Erden, med Lunds vokalensemble
- 2003 – Ich steh hier und singe, med Lunds vokalensemble
- 2005 – April och tystnad, med Lunds vokalensemble
- 2007 – Den nordiska folkvisan, med Lunds vokalensemble
- 2013 - Bach: Mässa i h-moll, med Lunds Vokalensemble
- 2013 - Immortal Fire, med Lunds Vokalensemble